# Desiré Wilson
Desiré Randall Wilson (Brakpan, 26 november 1953) is een voormalig autocoureur uit Zuid-Afrika. Ze is een van de vijf vrouwen die ooit hebben deelgenomen aan een officieel Formule 1-weekend. Ook won ze een Formule 1-race, hoewel in de Aurora-klasse.
Goede resultaten in Zuid-Afrika hadden Randall (haar geboortenaam) in 1976 de Driver To Europe-award doen winnen als opvolger van Jody Scheckter. Ze vertrok in 1977 naar Nederland en begon van hier uit haar Europese carrière. Ze ging rijden in Formule Ford, trouwde en maakte een jaar later haar debuut in de Aurora-series, een Brits kampioenschap voor oude Formule 1-wagens. In deze klasse was ze behoorlijk succesvol met enkele podiumplaatsen en een overwinning op Brands Hatch in 1980. Ze is daarmee de enige vrouw die ooit een Formule 1-race won.
Datzelfde jaar nam ze ook deel aan de officiële Britse Grand Prix, opnieuw op Brands Hatch, met een ondergeprepareerde privé Williams. Ze kwalificeerde zich niet. Desondanks had ze genoeg indruk gemaakt op Ken Tyrrell en deze gaf haar een kans bij de Grand Prix van Zuid-Afrika in 1981. Door problemen tussen de FISA en de FOCA telde de wedstrijd echter officieel niet mee voor het wereldkampioenschap. Ze maakte een goede indruk en reed zelfs even zesde voor ze met versnellingsbak-problemen van de baan schoot. Tyrrell wilde haar een contract aanbieden voor de rest van het jaar maar zag daarvan af toen Michele Alboreto met meer sponsorgeld aanklopte.
Hierna reed ze onder andere Sportscars en Indycar en in 1992 nam ze met een volledig vrouwelijke equipe deel aan de 24 uur van Le Mans, helaas crashten ze voortijdig en haalden de finish niet. Eind jaren negentig stopte Wilson met racen en voegde zich bij het circuit-ontwerp bureau van haar man. Dit bureau ontwierp onder andere het vernieuwde Mont Tremblant-circuit.